# Test de Bechdel

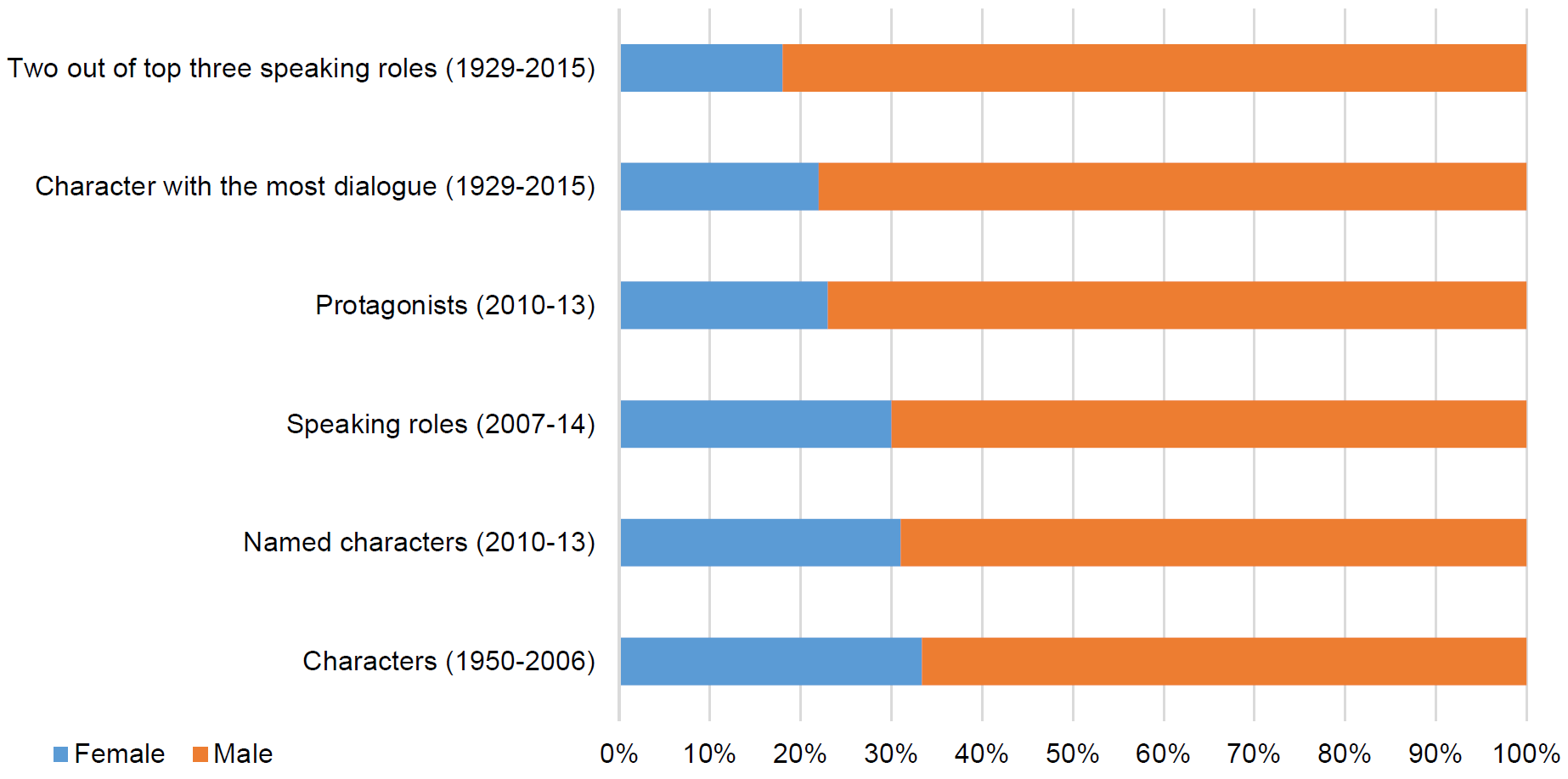
Personajes femeninos y masculinos en el cine, según cuatro estudios.

El test de Bechdel, también conocido como test de Bechdel/Wallace o the rule, es un método para evaluar la brecha de género en las películas en general y, por extensión, en las series u otras producciones artísticas. Se menciona por primera vez en el cómic Dykes to Watch Out For (DTWOF), obra de Alison Bechdel, si bien la autora atribuye la regla a Liz Wallace.

## Origen
La propia Bechdel menciona como precedente el ensayo Una habitación propia (1929), donde Virginia Woolf critica que en la mayor parte de la literatura de ficción la presencia de un personaje femenino se debe solamente a su vínculo con un personaje masculino existente, y la relevancia del personaje femenino deriva de dicho vínculo:

Todas estas relaciones entre mujeres, pensaba, y evoca rápidamente la espléndida galería de mujeres ficticias, son demasiado simples. (...) E intenté recordar algún caso en el curso de mis lecturas donde dos mujeres estuvieran representadas como amigas. (...) Ellas son ahora, y lo fueron entonces, madres e hijas. Casi sin excepción se les muestra debido a la relación que tienen con los hombres. Era extraño pensar que todas las grandes mujeres de ficción fueran, hasta el día de Jane Austen, vistas no sólo desde el otro sexo, sino también únicamente en su relación con el otro sexo. Y qué pequeña es esa parte en la vida de una mujer...

El test aparece mencionado por primera vez en 1985, en una tira cómica llamada The Rule, en la página 22 de Dykes to Watch Out For (DTWOF).

## Criterios del test
En la tira cómica The Rule, una de las protagonistas declara que solo está dispuesta a ver una película si cumple con los siguientes requisitos:
1. Aparecen al menos dos personajes femeninos
2. Se mencionan sus nombres
3. Tienen una conversación, que no tiene a un hombre como tema central.

Una versión posterior exige que, además, las dos mujeres sean personajes con nombre, no simples figurantes. También se ha señalado que la conversación entre las mujeres no debe centrarse en relaciones personales afectivas: por ejemplo, no superaría el test una conversación entre dos hermanas sobre su padre.

## Aplicación del test
El test de Bechdel se ha generalizado como una forma sencilla de destacar la poca presencia femenina en la industria del cine. A pesar de ser poco exigente, es llamativo que las películas más populares no lo superen cuando, si se aplicara a la inversa (es decir, a los varones), estas tres simples reglas darían como resultado que prácticamente todas las películas estrenadas cumplen los requisitos. Existen numerosas webs de crítica de cine, proyectos feministas y sitios web que realizan listas de películas conforme a si superan o no el test, con resultados que prueban que se trata de un sesgo sistemático.
Algunas películas famosas que no lo superan:
| - La trilogía original de Star Wars - The Dark Knight - Cuando Harry conoció a Sally - Terminator Salvation - Avatar - Trainspotting - Misión: Imposible - Toy Story - Gladiador - Back to the Future - Big Fish - Shrek - Pacific Rim - Django Unchained | - Lara Croft: Tomb Raider - X-Men - La saga de Austin Powers - District 9 - Los cazafantasmas - The Bourne Identity - El gran Lebowski - El quinto elemento - Reservoir Dogs - The Truman Show - Trilogía cinematográfica de El Señor de los Anillos - Luna de Avellaneda - Eternal Sunshine of the Spotless Mind | - Up - Las películas de James Bond - La saga de Piratas del Caribe - La serie Men in Black - Top Gun - Breakfast at Tiffany's - Stalker, de Andréi Tarkovski - 10 de 15 películas de Pixar Animation Studios (excepto A Bug's Life, Toy Story 2, Los Increíbles, Brave e Inside Out) - El secreto de sus ojos - Mulan |

El estudio de las listas de películas que no superan el test se utiliza como argumento para probar que prácticamente toda la industria del cine se centra en crear contenidos que pasan por alto el punto de vista femenino. Se centran en una visión androcentrista que no refleja la realidad en términos de proporción de mujeres en la sociedad. La proporción de películas que supera el test aumenta cuando entre los guionistas hay, como mínimo, una mujer. En las películas escritas o dirigidas por mujeres se observa que muchas superan el test.
Entre el 2000 y el 2016, el 45 por ciento de las 108 películas nominadas a Mejor Película en los Premios Óscar no superaron el test de Bechdel, mientras nueve de las 16 películas que ganaron el Óscar a Mejor Película en esos mismos años lo superaron.

## Limitaciones
El test de Bechdel sólo indica si las mujeres están presentes en una obra de ficción hasta cierto punto. Una obra puede superar la prueba y seguir teniendo contenido sexista, y una obra con personajes femeninos destacados puede no superarla. Una obra puede no superar la prueba por motivos no relacionados con el sesgo de género, como porque su entorno hace improbable la inclusión de mujeres (por ejemplo, El nombre de la rosa, de Umberto Eco, ambientada en un monasterio medieval) o porque tiene pocos personajes en general (por ejemplo, Gravity, que solo tiene dos personajes con nombre). No se define qué cuenta como personaje o como conversación. Por ejemplo, se ha dicho que la canción Baby Got Back de Sir Mix-a-Lot supera la prueba de Bechdel porque empieza con una chica que le dice a otra «Oh my god, Becky, look at her butt» [oh, Dios mío, Becky, mira su culo].
En un intento de análisis cuantitativo de las obras para determinar si superan la prueba, al menos una investigadora, Faith Lawrence, señaló que los resultados dependen del rigor con que se aplique la prueba. Por ejemplo, si se menciona a un hombre en cualquier momento de una conversación en la que también se tratan otros temas, no está claro si esto significa que la conversación cumple o no la prueba. Otra cuestión es cómo se define el inicio y el final de una conversación.

## Críticas
En respuesta a su creciente omnipresencia en la crítica cinematográfica, el test de Bechdel ha sido criticado por no tener en cuenta la calidad de las obras que pone a prueba (las películas «malas» pueden pasarlo, y las «buenas» no), o como un «nefasto complot para hacer que todas las películas se ajusten al dogma feminista». Según Andi Zeisler, estas críticas indican el problema de que la utilidad de la prueba «se ha elevado mucho más allá de la intención original. Mientras que Bechdel y Wallace lo expresaron simplemente como una forma de señalar las tramas repetitivas e irreflexivamente normativas del cine convencional, hoy en día superarlo se ha convertido de alguna manera en sinónimo de ser feminista. La prueba nunca pretendió ser una medida del feminismo, sino más bien un barómetro cultural». Zeisler señaló que la falsa suposición de que una obra que pasa la prueba es «feminista» puede llevar a los creadores a «jugar con el sistema» añadiendo sólo suficientes personajes femeninos y diálogos para pasar la prueba, mientras siguen negando a las mujeres una representación sustancial fuera de las tramas formulistas. Del mismo modo, la crítica Alyssa Rosenberg expresó su preocupación por que la prueba de Bechdel pudiera convertirse en otra «hoja de parra» para la industria del entretenimiento, que podría «añadir unas pocas líneas de diálogo a una compilación de ciento cuarenta minutos de explosiones CGI» para hacer pasar el resultado por feminista.
El crítico de cine Robbie Collin, de The Daily Telegraph, desaprobó la prueba por considerar que premiaba cumplir con unos requisitos establecidos y aprovechar las estadísticas antes que el análisis y el aprecio, y sugirió que el problema subyacente de la falta de personajes femeninos bien dibujados en el cine debería ser un tema de debate, en lugar de que las películas individuales suspendieran o pasaran la prueba de Bechdel. Walt Hickey, redactor de FiveThirtyEight, señaló que la prueba no mide si una película es un modelo de igualdad de género, y que superarla no garantiza la calidad de la escritura, la importancia o la profundidad de los papeles femeninos, pero «es la mejor prueba que tenemos sobre la igualdad de género en el cine y, quizás más importante, la única de la que tenemos datos».
El test de Bechdel suscitó una pequeña polémica en 2022, cuando la escritora Hanna Rosin lo invocó en un tuit para criticar la comedia romántica gay Fire Island. El tuit de Rosin fue criticado por intentar aplicar la prueba a una película sobre hombres asiáticos homosexuales, un grupo marginado, y algunos señalaron que una película como Fire Island no era el tipo de película que la prueba de Bechdel está diseñada para criticar. En respuesta, Alison Bechdel dijo en Twitter que había añadido un «corolario» a la prueba según el cual «dos hombres hablando entre sí sobre la protagonista femenina de un cuento de Alice Munro en un guion estructurado sobre una novela de Jane Austen», es decir, el argumento de Fire Island, sí pasa la prueba.

## Pruebas derivadas

### Género y ficción
El test de Bechdel ha inspirado a otras pruebas con criterios similares para evaluar obras de ficción, en parte debido a las limitaciones del test. En entrevistas realizadas por FiveThirtyEight, las mujeres de la industria del cine y la televisión propusieron muchas otras pruebas que incluían más mujeres, mejores historias, mujeres detrás de escena y más diversidad.
El «test de Bechdel inverso» pregunta si en una obra aparecen personajes masculinos que hablan entre sí sobre algo que no sea una mujer. Un estudio de 2022 que analizó 341 películas populares de los últimos 40 años mostró que casi todas (el 95 %) pasaron dicho test, lo que habla de una representación mucho más fuerte de varones que de mujeres.
El test de Mako Mori, formulada por el usuario de Tumblr Chaila y llamada así por el único personaje femenino significativo de la película Pacific Rim de 2013, pregunta si un personaje femenino tiene un arco narrativo que no se trata de apoyar la historia del personaje masculino principal.

### Otras características

#### LGBT
El «test Vito Russo», creado por la organización GLAAD, examina la representación de personajes LGBT en películas. En él se pregunta: «¿Contiene la película un personaje que sea identificable como LGBT y que no esté definido únicamente o predominantemente por su orientación sexual o identidad de género, y que esté vinculado a la trama de tal manera que su eliminación tendría un efecto significativo?».

#### Color de piel
Una prueba propuesta por el crítico de televisión Eric Deggans pregunta si una película que no trata sobre raza tiene al menos dos personajes no blancos en el elenco principal, y de manera similar, el escritor Nikesh Shukla propuso una prueba sobre si «dos minorías étnicas hablan entre sí durante más de cinco minutos sobre algo que no sea la raza». Un discurso de 2017 de Riz Ahmed inspiró el «test Riz» sobre la naturaleza de la representación musulmana en la ficción, y el análisis de Johanson incluye una calificación de películas sobre su representación de mujeres de color.
Nadia Latif y Leila Latif de The Guardian sugirieron en 2016 una serie de cinco preguntas:
- ¿Hay dos personajes de color con nombre?
- ¿Tienen diálogo?
- ¿No están involucrados románticamente el uno con el otro?
- ¿Tienen algún diálogo que no sea reconfortante o de apoyo para un personaje blanco?
- ¿No es alguno de ellos un negro mágico ?

#### Religión
A raíz de una controversia sobre la tergiversación del judaísmo ortodoxo en la televisión, la organización sin fines de lucro Judío en la ciudad propuso el «test de Joseph» para las representaciones de los judíos ortodoxos en la ficción.  La prueba incluye cuatro preguntas:
- ¿Existen personajes ortodoxos que sean emocional y psicológicamente estables?
- ¿Hay personajes ortodoxos cuya vida religiosa es una característica pero no un punto de la trama o un problema?
- ¿Podrá el personaje ortodoxo encontrar su final feliz como judío religioso?
- Y si los puntos principales de la trama están en conflicto debido a la observancia religiosa, ¿hay algún personaje que no sea jasídico o haredí y los escritores han investigado realmente la observancia religiosa auténtica de los miembros practicantes de la comunidad que están intentando retratar?